# Ivano Vendrame
Ivano Vendrame (Roma, 19 maggio 1997) è un nuotatore italiano.

## Biografia
Ha gareggiato nei 100 metri stile libero ai Campionati mondiali di nuoto 2017.
Ai Campionati europei di nuoto 2018 a Glasgow, ha gareggiato nella staffetta maschile 4x100 metri insieme a Alessandro Miressi, Luca Dotto e Lorenzo Zazzeri, conquistando la medaglia d'argento.
Alle Universiadi di Napoli 2019 ha ricevuto il bronzo nella staffetta 4x100 m stile libero, con Giovanni Izzo, Alessandro Bori e Davide Nardini.

## Palmarès
- Europei:

Glasgow 2018: argento nella 4x100m sl.
- Giochi europei

Baku 2015: argento nella 4x100m sl.
- Universiadi

Taipei 2017: argento nella 4x100m sl.
Napoli 2019: bronzo nella 4x100m sl.
- Mondiali giovanili

Singapore 2015: bronzo nella 4x100m sl.